# Colobosauroides
Genre
Colobosauroides est un genre de sauriens de la famille des Gymnophthalmidae.

## Répartition
Les deux espèces de ce genre sont endémiques du Nordeste au Brésil.

## Description
Ce sont des reptiles diurnes et ovipares assez petits, aux pattes avant presque atrophiées.

## Liste des espèces
Selon The Reptile Database (10 janvier 2016) :
- Colobosauroides carvalhoi Soares & Caramaschi, 1998
- Colobosauroides cearensis da Cunha, Lima-Verde & Lima, 1991

## Publication originale
- da Cunha, Lima-Verde & Lima, 1991 : Novo genero e especie de lagarto do Estado do Ceara (Lacertilia: Teiidae). Boletim Museu Paraense Emílio Goeldi, nova série Zoologia, vol. 7, n. 2, p. 163-176.